# Tatabi
Les Tatabi, ou Kumo Xi (chinois simplifié : 库莫奚 ; chinois traditionnel : 庫莫奚 ; pinyin : kùmò xī), également appelés les Xi (奚族, xīzú) depuis la dynastie Sui (581 — 618), furent un peuple mongol des steppes. Ils étaient situés dans l'actuel Nord-Est de la Chine, de 207 à 907.